# Asmild Kirke
Asmild Kirke er en kirke i Viborg Kommune. Den er bygget ca. 1090.

## Kirkens historie
Asmild Kirke blev ved reformationen sognekirke for Asmild Sogn. Kirkens oprindelige navn var Sct. Margrethe Kirke og er kaldt Asmild Klosterkirke. Kirken ligger på østsiden af Viborg Søndersø over for Viborg Domkirke.
I 1990 fejrede kirken sit 900 års jubilæum, men den kan være endnu ældre, fordi murene ud over at være bygget af granitkvadre er af kildekalk og tuf. Senere tilføjelser er af munkesten og teglsten.
Kirken var i begyndelsen et langt skib med to sideskibe. Arkadebuer har forbundet skibene. De er blevet tilmuret, men er endnu synlige i nord- og syd væggene. Oprindelig havde kirken to tårne mod vest, og som noget usædvanligt var der apsis både i øst- og vestenden. Begge tårne og det sydlige sideskib nedrevet ca. år 1350.
Et nyt tårn er opført. I 1500-tallet er det nordlige sideskib nedrevet. Et våbenhus er bygget til i 1924. I våbenhuset står en runesten, Asmildstenen, som i 1950 blev fundet i fundamentet til det nedrevne nordre tårn. Runestenen bærer indskriften: Thorgund, Thorgot Thjodulfssøns datter, satte denne sten efter sin mand Bose, en tidenders mand (manglende runer) datter.
Den 20. oktober 1132 skete et drab i kirken. Viborgs biskop Eskil blev myrdet foran alteret af mænd, som var trængt ind i kirken. Mordet kunne være politisk begrundet, idet der var uro i landet. Erik 2. Emune var endnu ikke konge, men gjorde oprør mod kong Niels. Mordet er ikke opklaret, lige som biskoppens rolle forblev ukendt.
Fra ca. 1170 var kirken en del af et kloster for nonner under Augustinerordenen. Klostret og kirken blev kongens ejendom ved reformationen. Klostret blev i ca. 150 år oftest forlenet til landsdommerne ved Viborg Landsting. Fra 1683 var klostret og kirken fri (dvs. privat) ejendom. Mange af beboerne på Asmildkloster har sat deres præg på kirkens indre. I 1907 brændte de sidste rester af klosterbygningerne, og i 1916 overgik kirken til ejendom for menigheden.

## Inventar
Inventaret er i barokstil. Stolestaderne er forsynet med udskårne gavle. Prædikestol og altertavle har smukke billedskærerarbejder. Kirken har romansk granit døbefont med enkel slynget udsmykning. Kor og skib er adskilt af et korgitter, hvilket er ret usædvanligt. Prædikestolen, som er ophængt på sydvæggen, har muligvis tidligere haft sin plads hvor korgitteret nu er. Bag korgitteret er en degnestol, som formentlig stammer helt tilbage fra reformationstiden.
På orgelpulpiturets forside er i 1700-tallet malet billeder af ni oldenborgske konger, kun Christian 2. er udeladt. Billederne er udført af den lokale maler Jens Thrane i 1703.
På kirkerummets nordvæg hænger et lille oliemaleri, som menes at være et portræt af reformatoren Hans Tausen som yngre. Ligeledes på nordvæggen hænger kunstneren Niels Helledies Fuglekrucifiks, en gave fra Viborgs pengeinstitutter ved kirkens 900 års jubilæum i 1990.
I tårnrummet findes et lille udstilling bl.a. med modeller af kirken gennem tiderne. Rummet var tidligere et familiekapel for familien Braem, som ejede Asmildkloster i begyndelsen af 1700-tallet. Nu er kisterne flyttet til krypten under tårnrummet.

## Kirkegården
På kirkegården findes Danmarks største familiegravsted for familien Bruun, som ejede Asmildkloster og kirken gennem det meste af 1800-tallet. Familiegravstedet er fortsat i brug.

## Bisp Gunner
Ved parkeringspladsen på kirkens sydside er opsat en stiliseret skulptur af Bisp Gunner, som var biskop i Viborg fra 1222 til 1251. Hans bispegård lå få hundrede meter øst for kirken. Skulpturen blev afsløret den 22. juni 2000 og er lavet af billedhuggeren Erik Heide. Foreningen Bisp Gunners Gilde afholder hvert år på Vor Frue Dag (15. august) en festlighed – et borgergilde – hvor der udnævnes en æresprior, en person, som har gjort noget særligt for at udbrede kendskabet til Viborg og byens historie. I den anledning opsættes et telt, så statuen af bisp Gunner præsiderer for bordenden.

## Asmild Klosterhave
Neden for kirken mod Viborg Søndersø er der indrettet en have med lægeurter. Den blev anlagt i 1998, skænket af Dansk Planteskoleejerforening ved foreningens 100-års jubilæum. Haven har fire afsnit med læge- og krydderurter, som blev dyrket ved klostrene i henholdsvis 1100-, 1200-, 1300- og 1400-tallet.

## Eksterne kilder og henvisninger
- Wikimedia Commons har flere filer relateret til Asmild Kirke
- Asmild Kirke Arkiveret 30. januar 2011 hos  Wayback Machine hos nordenskirker.dk
- Asmild Kirke hos denstoredanske.dk
- Asmild Kirke hos KortTilKirken.dk